# Sensualismus
Der Sensualismus ist aus Sicht der akademischen Philosophie eine besonders in England im 17. Jahrhundert einflussreiche Geistesströmung der Aufklärung. Davon ausgehend ist er aber auch eine in Frankreich heimische philosophische Richtung, die Erfahrung auf individuelle Sinneseindrücke (d. h. aus neurophysiologischen Reizen) bzw. Wahrnehmungen bezieht. Der Sensualismus ist damit die ursprüngliche Art und Weise der gründlichen Reflexion über den Menschen in seinem Verhältnis zu seiner physischen Umwelt.
Der Terminus „Sensualismus“ war zum ersten Mal 1804 von dem Franzosen Joseph Marie Degérando in seiner Geschichte der Philosophie verwendet worden. Er bezeichnete damit neuzeitliche Theorien, die physisches Empfinden als Ursprung allen Denkens und Handelns auffassten. In der Folge wurde die Bezeichnung „Sensualismus“ als philosophiehistorische Kategorie genutzt und auch auf vergleichbare Sichtweisen antiker Philosophen angewendet.

## Antiker Sensualismus
Es werden Vertreter der Kyrenaiker, Kyniker, Sophisten, Skeptiker und Stoiker zu den Sensualisten gezählt. Antisthenes, Protagoras, Gorgias, Epikur, Zenon, Pyrrhon, Sextus Empiricus gehörten zu den bekanntesten. Ihre sensualistischen Auffassungen waren sehr unterschiedlich ausgeprägt.
Im Wesentlichen meinten diese Philosophen, dass Menschen nur sinnliche Empfindungen wahrnehmen. Empfinden wurde daher mit Wahrnehmen gleichgesetzt. Was sich beim Wahrnehmen zeigte, nannte man „Phänomene“ (altgr.: „phainomena“). Mit diesem Wort hatte man davor nur die auf- und untergehenden Gestirne bezeichnet, nach deren Konstellationen die seefahrenden Griechen ihren Kurs nahmen. Philosophisch hieß das nun: Jeder gehe von dem aus, was sich ihm jeweils zeige und messe daran seine Entscheidungen. „Die Dinge sind für mich so, wie sie mir erscheinen und für Dich so, wie sie Dir erscheinen.“ meinte Protagoras. In diesem Sinne wurde jeder Mensch nach Protagoras zum „Maß aller Dinge“, der "Dinge, die mir erscheinen". Daraus ergab sich auch: Wahr sei das, was jeder für wahr halte, bzw. alles sei falsch, meinte der Sophist Gorgias, womit er die Dichotomie "wahr/falsch" als absurd bezeichnete. Die Konsequentesten unter ihnen entschieden sich für Zurückhaltung: Für Wahrheit habe der Mensch kein Maß, bzw. kein Kriterium und darum solle man von Wahrheit gar nicht erst reden.
Wissen war das Ergebnis eigener Erfahrungen und wurde daher als veränderlich und individuell bestimmt betrachtet. Es musste sich immer wieder neu bewähren. Sensualisten schlussfolgerten daraus: Ein Wissen, das immer und für jeden gleich gültig, d. h. allgemeingültig sei, gäbe es nicht. Das geflügelte Wort: „Ich weiß, dass ich nichts weiß!“, knüpfte an diese Einsicht an.
Zwei weitere gemeinsame Merkmale ihrer Auffassungen waren die Ablehnung mythischer Auffassungen und die Akzeptanz der Grenzen menschlicher Wahrnehmung. Antike Sensualisten verneinten die Möglichkeit, Kenntnisse über Götter zu erhalten. Glauben könne man darüber hinaus, was man wolle. Sie stellten aber aus Angst vor Verfolgung selten ausdrücklich die Existenz der Götter in Frage. Grenzen menschlichen Wissens anzuerkennen und Zurückhaltung im Urteilen charakterisierte deshalb sensualistische Philosophen. Dies brachte ihnen die Bezeichnung „skeptikoi“ ein. Als „skeptikos“ galt unter den Griechen jemand, der interessiert und gründlich forschte.
Sinnliches Wahrnehmen war nicht nur Basis menschlichen Wissens, sondern auch Basis des Handelns und Verhaltens. Orientierungen dafür zu liefern hielten sie für die zentrale Aufgabe von Philosophen. Sie rieten, sich in allem Menschlichen an natürlichen Abläufen und Gegebenheiten, anstatt an traditionellen mythischen Auffassungen auszurichten. Jeder solle sich so verhalten, dass es nach gründlichen Nachdenken seiner Lebensfreude diente. Dieser pragmatische Ansatz wurde von neuzeitlichen Philosophiehistorikern als Hedonismus bezeichnet und aus christlicher Sicht verworfen. Prinzipiell achteten Sensualisten die hellenische Moral und religiösen Bräuche. An die Stelle eines absoluten Guten setzten sie dasjenige, was allen gemeinsam nützt.
Für die erfolgreiche gemeinschaftliche Gestaltung des Lebens in den griechischen Stadtstaaten kam es auch darauf an, sich untereinander über Wissen auszutauschen. In den Volksversammlungen warben Einzelne für ihre Auffassungen zum Wohle der Stadt. Es war daher wichtig, sich klar und mitreißend ausdrücken zu können. Sensualistische Philosophen befassten sich mit Sprachforschung. Sie stellten ihre Kenntnisse jungen und erwachsenen Bürgern zur Verfügung und lehrten sie, Reden zu halten, die andere überzeugen konnten. Diese Dienste nahmen politisch ambitionierte Athener gern in Anspruch. Da sensualistische Philosophen damit Geld verdienten, wurden sie von Philosophen der platonischen Akademie moralisierend kritisiert. Letztere hielten solche gesellschaftlichen Dienste für eine pflichtgemäße und kostenfreie Leistung.

## Sensualismus im Mittelalter
Die Auffassung, dass sinnliche Wahrnehmung Ursprung von Wissen sei, blieb auch im Mittelalter erhalten. Im Mittelalter führte die Herrschaft der christlichen Weltanschauung dazu, dass sensualistische Sichten nur dann akzeptabel waren, wenn sie mit dem christlichen Glauben und den biblischen Aussagen vereinbar waren.
In der antiken Weltanschauung bestimmten Götter auf willkürliche, bzw. schicksalhafte Weise das Leben der Menschen. Philosophische Auffassungen wie die sensualistische gaben Orientierung für das Handeln, die das eigene Leben nur wahrscheinlich gelingen ließen. Im Zentrum der christlichen Weltanschauung des Mittelalters dagegen standen ein Gottesbild und eine Theologie, die einem rechtgläubigen Christen einen Rahmen geben konnten, in dem das eigene Leben und die Welt in sicheren Bahnen verliefen. Es entwickelte sich ein religiös begründetes Wissen über das Handeln und die Welt, das einen für alle gültigen und verlässlichen Charakter hatte. Davon abweichende sensualistische Sichten wurden als ketzerisch gebrandmarkt und von nun an wurden Skeptiker zu Zweiflern, die sich dem Heil der Wahrheit verweigerten und die Gemeinschaft der Gläubigen störten.
Bis ins Hochmittelalter war die augustinische Erkenntnistheorie vorherrschend. Sie garantierte die Verlässlichkeit sinnlicher Erfahrung durch den Glauben daran, dass die Geist-Seele jedes Menschen unmittelbar mit Gott verbunden sei. Die Wahrnehmung habe lediglich die Funktion, die Geist-Seele zu innerer Erkenntnis anzuregen. Die menschliche Tätigkeit des Erkennens werde von göttlicher Bewegung geführt, die Augustinus Vernunft nannte. Der jeweils eigene Glaube an die das eigene Leben umfassende Führung Gottes war der Garant dafür, dass man die wahre Ordnung und das wahre Wesen der Dinge und Ereignisse im „Licht der inneren Wahrheit“, d. h. mit Hilfe der „Vernunft Gottes“ erkennen konnte. Diese Erkenntnistheorie wurde als „Illuminationslehre“ bezeichnet. Sie wird auch heute noch von christlichen Philosophen zur Lösung erkenntnistheoretischer Probleme verwendet. Wissen, wie es kirchliche Autoritäten lehrten, wurde so auch für Philosophen zum objektiven Wissen.
Mit der Verbreitung der aristotelischen Schriften durch arabisch-muslimische Gelehrte wurden sensualistische Aspekte der Wahrnehmung wieder stärker in die Aufmerksamkeit der mittelalterlichen Philosophen gerückt. Thomas von Aquin ging davon aus, dass nichts vom Menschen erkannt werde, dass er nicht sinnlich empfunden habe: „Nichts ist im Geiste, was nicht vorher in den Sinnen war!“ Er schränkte die alles umfassende Illuminationslehre Augustins auf Glaubensaussagen ein. Für Aussagen über die Welt, über Dinge und Ereignisse, die wissenschaftlich erforscht werden konnten, verneinte er eine direkte Erleuchtung. Die Verlässlichkeit des Wissens garantierte Thomas mit seiner Variante der aristotelischen Abstraktionslehre, die er mit dem Rahmen der christlich-göttlichen Weltordnung verband. Er ging davon aus, dass natürliche Gesetzmäßigkeiten und das, was ein jedes Ding eigentlich ausmacht, d. h. sein Wesen, ausschließlich über die Sinne erkannt werden kann. Der Geist des Menschen sei in der Lage, aus dem konkreten Einzelnen die jeweils allgemeingültigen wirklichen Zusammenhänge und Wesensmerkmale herauszufiltern (wörtlich: „abzuziehen“), um sie zu erkennen.
Im 11. und 12. Jahrhundert wurde von den philosophierenden franziskanischen Klerikern Roscelin von Compiègne und Petrus Abaelardus diese Möglichkeit der Gewissheit in Frage gestellt. Sie bestritten nicht die Abstraktionslehre. Doch sie hielten Abstrahiertes nicht für wirklicher als das konkrete Einzelne, das Menschen wahrnehmen. Sie behaupteten sogar, dass das Einzelne die einzige Realität sei, auf das sich Erkenntnis beziehen könne. Dieser sensualistische Unterschied kennzeichnete das Problem der sich durch das gesamte Mittelalter ziehenden Meinungsverschiedenheiten im Universalienstreit, der weitaus radikaler schon in der platonischen Akademie begonnen hatte.
Mit Roscelin und Abälard hatte eine philosophische Entwicklung begonnen, die den Empirismus der Neuzeit und eine Wiederaufnahme sensualistischer Auffassungen einleitete. Roger Bacon wurde von dieser Entwicklung dazu angeregt, sich im 13. Jahrhundert entschieden für empirische Methoden in den Naturwissenschaften einzusetzen.

## Neuzeitlicher Sensualismus
Der theoretische Sensualismus wurde – nach Vorarbeiten von Thomas Hobbes – begründet durch John Locke, der seinen Ansatz mit einem Satz des Thomas von Aquin rechtfertigte: „Nihil est in intellectu, quod non fuerit in sensu“ (Nichts ist im Verstande, was nicht [zuvor] im Sinne war). Dem widersprach bereits Leibniz mit dem Zusatz „nisi intellectus ipse“ (ausgenommen der Verstand selbst). Locke leitete noch sämtliche einfachen Begriffe von äußeren Eindrücken ab, die zusammengesetzten (Substanzen, Zustände, Beziehungen) dagegen von „innerer Erfahrung“, gleich Reflexion. Diese Theorie wurde von Pierre Gassendi unterstützt, allerdings mit der Modifikation, dass in der Mathematik die deduktive Methode sinnvoll sei. Fortgeführt wurden Lockes Überlegungen durch David Hume, der sämtliche Ideen von sinnlichen Eindrücken ableitete: für ihn war das Bewusstsein nicht mehr als ein Bündel von Sinneswahrnehmungen. Das Übersinnliche könne nicht Wissensgegenstand sein; Kausalität sei kein Naturprinzip, sondern lediglich unser subjektiver Eindruck von der Abfolge verschiedener Phänomene. George Berkeley negierte nicht nur die objektive Basis der Ideen, sondern das materielle Universum insgesamt und postulierte, ein Ding existiere nur dadurch, dass es wahrgenommen werde („esse rei est percipi“).
Dieser strenge Empirismus ist die Antwort auf den Rationalismus von Descartes, Leibniz und Spinoza, die sämtliche Sinneseindrücke für zweifelhaft und somit unzuverlässig hielten; im Gegenzug hält der strenge Sensualismus alles für Täuschung, was über die sinnliche Wahrnehmung hinausgeht.
In ethischer Beziehung versteht man unter Sensualismus die im Altertum namentlich von der Epikureischen Schule (Aristippos von Kyrene), in der neueren Zeit von Thomas Hobbes und den französischen Naturalisten vertretene Ansicht, wonach es für die Begriffe Gut und Böse keinen andern Maßstab als die sinnliche Lust und Unlust geben soll. Diese Spielart schlägt die Brücke zum Utilitarismus. Die schottischen Philosophen Francis Hutcheson und Adam Smith dagegen machten anstatt der Sinnenlust den angeborenen Sinn für Moral (moral sense oder common sense) zum Maßstab in sittlichen Dingen. Dieser moralische Sensualismus wurde wiederum in Deutschland fortgeführt von Friedrich Heinrich Jacobi.
Dem Sensualismus wird vorgehalten, er sei geistfeindlich und öffne dem Materialismus Tür und Tor. Étienne Bonnot de Condillac etwa habe im Traité des sensations (1754) sämtliche Funktionen der Seele auf rein mechanische Weise auf die ihnen zugrundeliegenden Empfindungen zurückgeführt und so die Persönlichkeit des Menschen verneint. Auf der anderen Seite legte der Sensualist Berkeley großen Wert auf die Bedeutung des Geistes (durch den Gott die Empfindungen vermittelt), und der Kernpunkt von Jacobis Moralphilosophie ist „die schöne Seele“.
Der französische Enzyklopädist und Aufklärer Denis Diderot erweist sich im Rahmen seiner Sprachtheorie als Sensualist, im Sinne eines Nachfolgers oder in Auseinandersetzung zu de Condillac stehend.